# Caterpillar D9
Le Caterpillar D9 est un bulldozer lourd à chenilles, construit par l'entreprise américaine Caterpillar. Le D9 pèse près de 50 tonnes, a une puissance d'environ 410 chevaux et une force de traction de 71,6 tonnes. Il mesure 4 mètres de haut et 8,5 mètres de long. Le D9 est très populaire pour les grands projets de terrassement.

## Usage militaire
Le D9 est devenu très connu en raison de son utilisation par les forces de défense israéliennes pour combattre les Palestiniens. Le corps de génie de combat des FDI utilise des versions blindées du D9, avec un kit de blindage israélien, qui leur permet de travailler sous un feu nourri. Les bulldozers lourds D9 ont également servi pendant les guerres israélo-arabes et ont aidé les FDI à ouvrir une brèche dans le canal de Suez et une route vers le sommet du mont Hermon. Cependant, ils ont gagné en notoriété lors de la seconde intifada, lorsqu'ils ont été utilisés pour démolir des maisons, dégager des routes de pièges et d'explosifs et aplatir des arbustes et des vergers. Les experts militaires citent le bulldozer blindé D9 comme un facteur clé pour maintenir les pertes des FDI à un niveau bas.
L'armée et le corps des Marines des États-Unis ont été impressionnés par le D9 blindé israélien et ont acheté une douzaine de kits de blindage à Israël, que l'armée et l'industrie aéronautique israéliennes ont installés sur le nouveau modèle D9R de Caterpillar. Le D9R blindé a reçu des critiques très favorables de la part des troupes américaines en Irak.